# Máslojedy
Máslojedy (deutsch Maslojed, auch Maslowed) ist eine Gemeinde in Tschechien. Sie liegt elf Kilometer nordwestlich des Stadtzentrums von Hradec Králové (deutsch Königgrätz) und gehört zum Okres Hradec Králové.

## Geographie

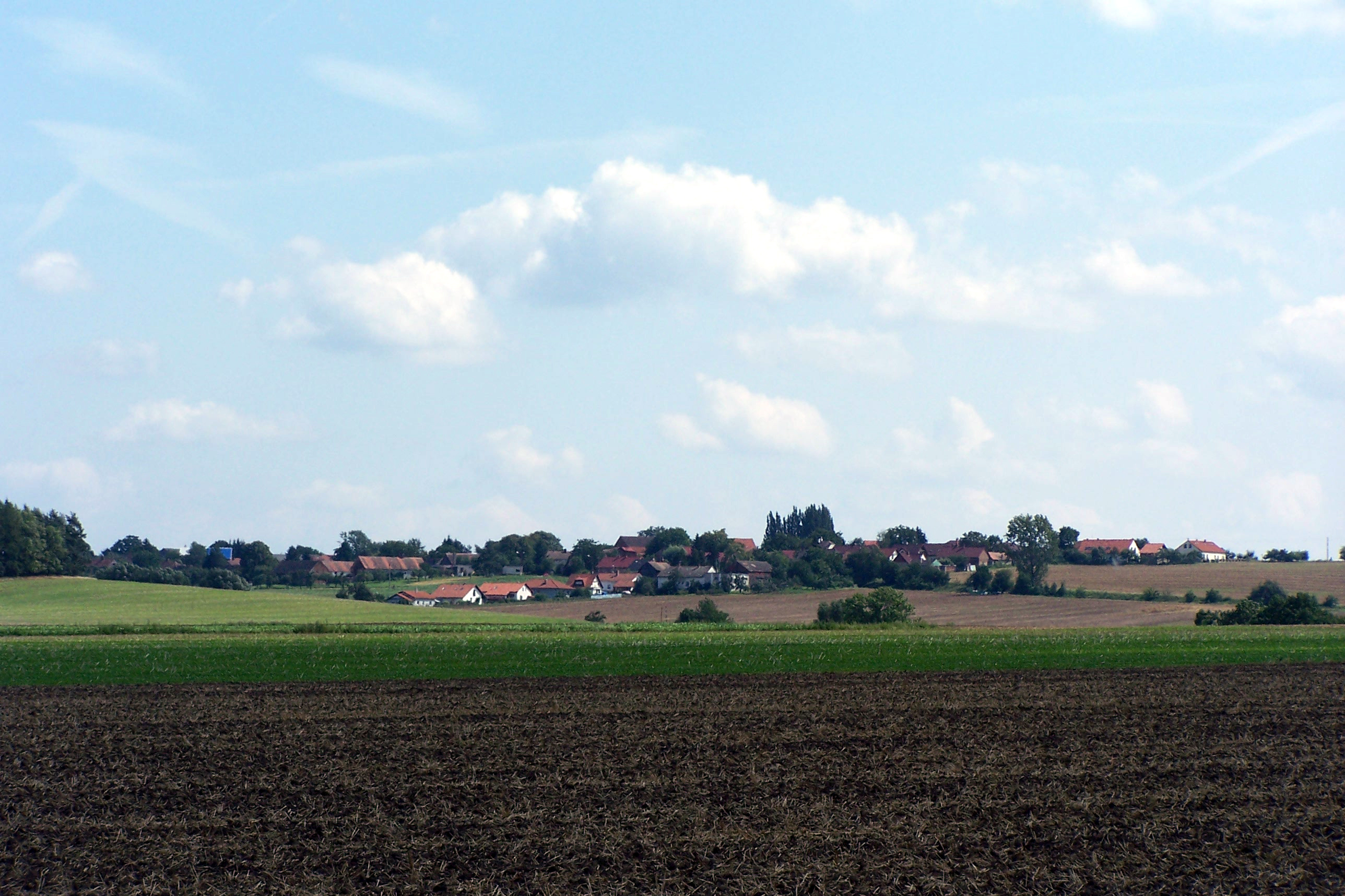
Máslojedy

Máslojedy befindet sich zwischen der Bystřice und der Elbe in den Ausläufern des Horschitzer Berglandes. Im Westen erhebt sich der Hügel Svíb (Swiep, 330 m). Westlich und südwestlich des Dorfes liegt das Schlachtfeld der Schlacht bei Königgrätz, an das zahlreiche Gedenksteine erinnern. Nördlich liegt das Naturschutzgebiet Hořiněveska bažantnice.
Nachbarorte sind Hořiněves im Norden, Račice nad Trotinou im Nordosten, Rodov und Sendražice im Osten, Neděliště im Südosten, Chlum im Süden, Čistěves im Südwesten, Sadová und Sovětice im Westen sowie Hněvčeves und Benátky im Nordwesten.

## Geschichte
Die erste urkundliche Erwähnung des Dorfes erfolgte im Jahre 1241 als Besitz des Deutschritterordens. Später gehörte Máslojedy zu den Gütern des Klosters Opatovice. Nach dessen Zerstörung durch die Hussiten wurde 1468 Petr Kdulincský von Ostroměř Besitzer der Máslojeder Güter. 1806 eröffnete eine Dorfschule.
Nach der Aufhebung der Patrimonialherrschaften bildete Máslovědy ab 1850 eine Gemeinde im Bezirk Königinhof. Am 3. Juli 1866 trafen während des Deutschen Krieges westlich des Dorfes im Swiepwald die verfeindeten preußischen und österreichischen Truppen aufeinander. Die blutige Schlacht, die sich auch auf den Hügel Chlum ausdehnte, ist als Schlacht bei Königgrätz in die Geschichte eingegangen. Im Kriegsjahr 1866 erhielt die Schule ein eigenes Gebäude. Seit 1919 trägt der Ort den Namen Máslojedy. Nach dem Münchner Abkommen lag das Dorf ab 1938 nahe der Grenze zum Deutschen Reich und Bewohner des Ortes betätigten sich des Nachts als Grenzgänger. Am 11. Mai 1945 besetzte die Rote Armee das Dorf. 1949 wurde die Gemeinde dem Okres Jaroměř zugeordnet und kam nach dessen Auflösung am 1. Januar 1961 zum Okres Hradec Králové. 1963 wurde die Dorfschule geschlossen. 1971 erfolgte die Eingemeindung nach Číštěves und mit diesem zusammen zu Beginn des Jahres 1989 nach Všestary. Seit 1992 besteht die Gemeinde Máslojedy wieder.

## Gemeindegliederung
Für die Gemeinde Máslojedy sind keine Ortsteile ausgewiesen.

## Sehenswürdigkeiten
- Mariensäule
- Wald Svíb (Swiepwald) mit ca. 120 Gedenksteinen an die Schlacht um Maslowed von 1866, westlich des Dorfes
- Gefallenenfriedhof der Schlacht bei Königgrätz
- Denkmäler der Schlacht auf dem Chlum von 1866, südwestlich bei Chlum und Lípa